# Jerzy Gut
Jerzy Gut (ur. 28 października 1960 w Ciężkowicach) – generał brygady Wojska Polskiego.

## Życiorys
Po ukończeniu Wyższej Szkoły Oficerskiej Wojsk Zmechanizowanych im. Tadeusza Kościuszki we Wrocławiu został wyznaczony na stanowisko dowódcy plutonu w 48 kompanii rozpoznawczej w Krakowie, która wchodziła w skład 6 Pomorskiej Dywizji Powietrznodesantowej.
Dowodził JW Grom i 6 Batalionem Desantowo-Szturmowym. Pełnił służbę w Polskim Kontyngencie Wojskowym w Bośni i Hercegowinie oraz PKW w Iraku.
1 sierpnia 2011 został wyznaczony na stanowisko zastępcy dowódcy Wojsk Specjalnych.
1 sierpnia 2013 prezydent RP Bronisław Komorowski mianował go na stopień generała brygady.
Po reformie struktury Sił Zbrojnych na przełomie 2013 i 2014 roku został dowódcą Sił Specjalnych, by po kilku dniach (po przeformowaniu) zostać szefem Centrum Operacji Specjalnych – Dowództwa Komponentu Wojsk Specjalnych (COS-DKWS).
14 marca 2017 złożył wypowiedzenie stosunku zawodowej służby wojskowej z przyczyn osobistych.

## Ordery i odznaczenia
- Krzyż Kawalerski Orderu Krzyża Wojskowego – 2007[6]
- Złoty Krzyż Zasługi – 2004[7]
- Srebrny Krzyż Zasługi – 2000[8]
- Gwiazda Iraku
- Srebrny Medal „Siły Zbrojne w Służbie Ojczyzny”
- Srebrny Medal „Za zasługi dla obronności kraju”
- Odznaka Instruktora Spadochronowego Wojsk Powietrznodesantowych
- Złota odznaka Skoczek Spadochronowy Służb Ochrony[9]
- Odznaka GROM
- Odznaka Honorowa Wojsk Specjalnych
- Odznaka pamiątkowa Dowództwa Wojsk Specjalnych
- Odznaka tytułu honorowego "Zasłużony Żołnierz RP" I Stopnia (Złota) – 2015[10]
- Odznaka honorowa „Husarz Polski” (nr 16) – 2005[11]
- Medal „Pro Memoria”
- Odznaka „Honoris Gratia” – 2013[12]
- Medal XV-lecia Związku Polskich Spadochroniarzy w Berlinie
- Medal Dowództwa Operacji Specjalnych USA (USSOCOM Medal) – Stany Zjednoczone, 2014[13][14][15]
- Odznaka absolwenta National Defense University w Waszyngtonie – Stany Zjednoczone
- Medal NATO za misję SFOR
- Medal Pamiątkowy Wielonarodowej Dywizji Centrum-Południe w Iraku